# Ford 1960
El Ford 1960 és un  model d'automòbil que va ser fabricat per la Ford Motor Company als Estats Units l'any 1960.

## Història
La línia de vehicles anomenada Ford completa de l'any 1960 a 1964, va ser complementada per una varietat de Ford, el Thunderbird i compacte Falcon. El cotxe llarg de Ford va créixer encara més, ara havia estat muntat en un xassís de 3.023 mm de distància entre eixos. Els motors van ser heretades d'un Ford 1959. La retracció del sostre al Fairlane Skyliner havia desaparegut, tot i que es mantenia el model convertible Sunliner i el nom de Fairlane duraria només dos anys més, abans de migrar a un nou model de mida mitjana.

## Anys 1961-1962-1963 i 1964
El nom Galaxie acompanyava la carrera espacial nord-americana, en conseqüència aquest model va ser molt estilitzat i amb motors de gran potència, arribant-se a aconseguir 298 Hp en el motor Ford V8 (disponibles al públic). El model Fairlane va deixar el seu lloc a aquest model d'avantguarda. El 1963, després de participar en la competència de la National Association for Stock Car Auto Racing (NASCAR) i aconseguir la victòria amb un Galaxie 427 que tenia un motor V8 de 317 Hp, Ford es converteix en proveïdora de vehicles veloços amb propòsits competitius, per al que alleugereix diverses peces del vehicle, emprant alumini i posteriorment fibra de vidre.

### Galeria d'imatges

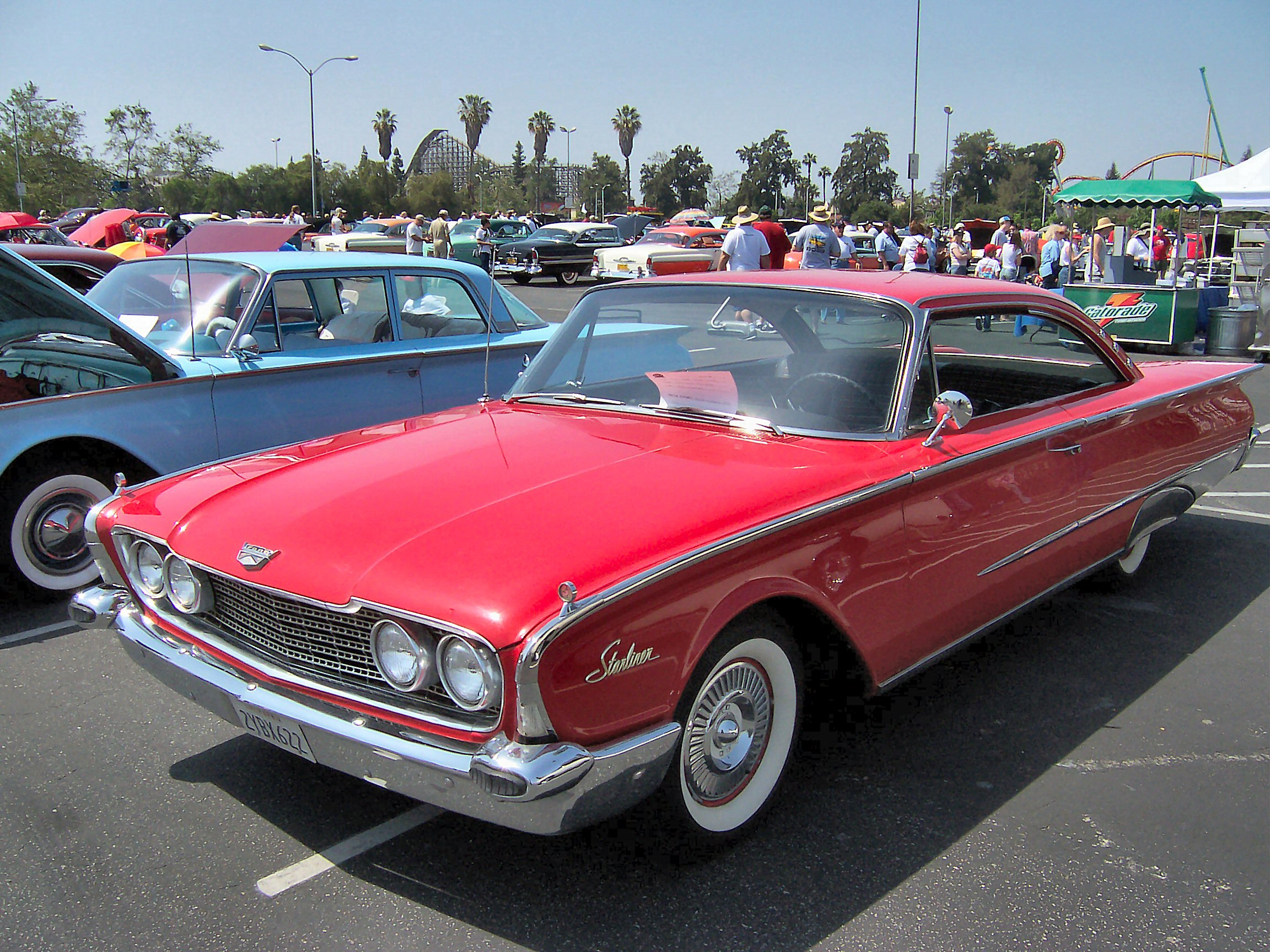
Ford Galaxie Starliner 1960
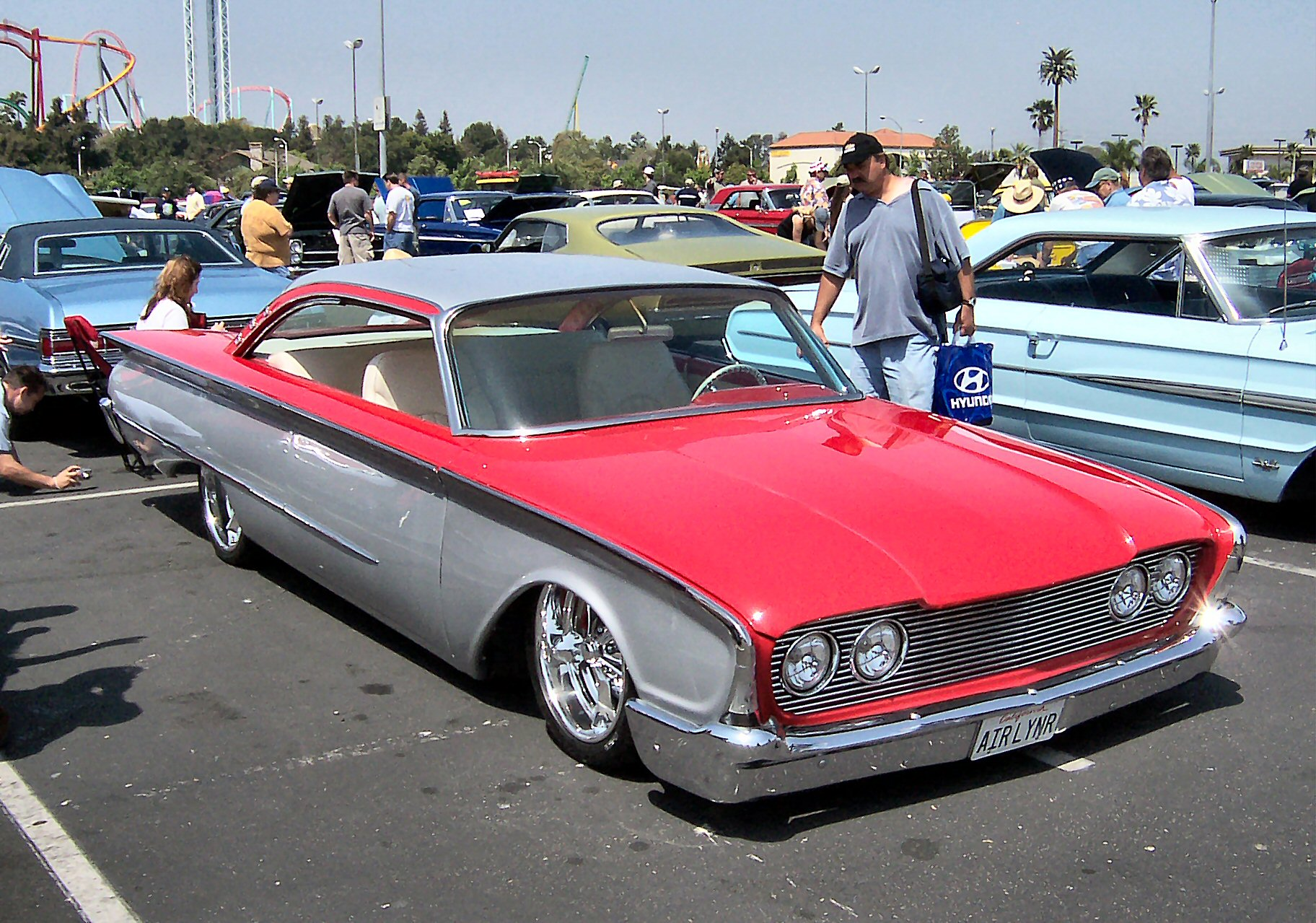
Ford Galaxie custom 1960
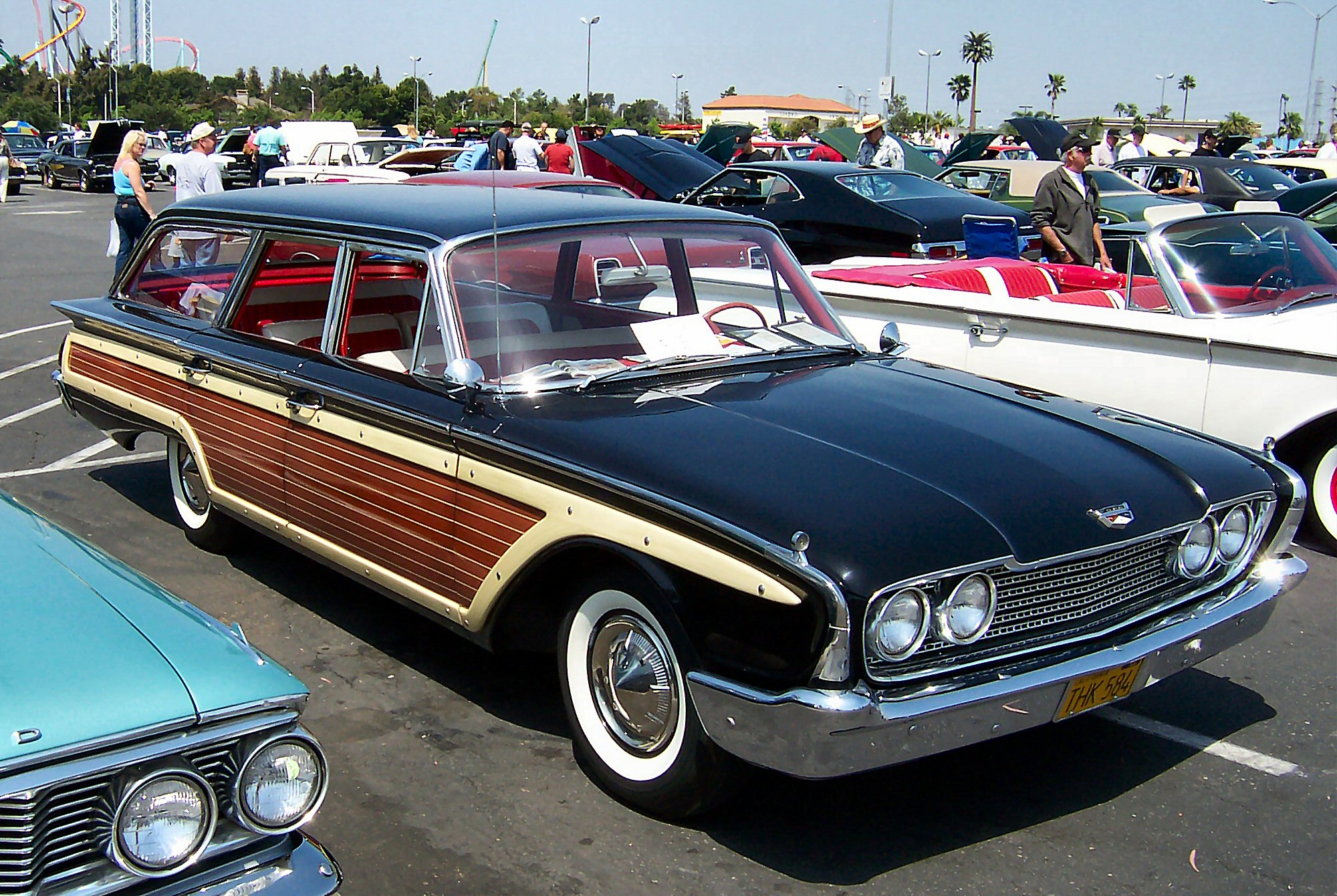
Ford Country Squire 1960
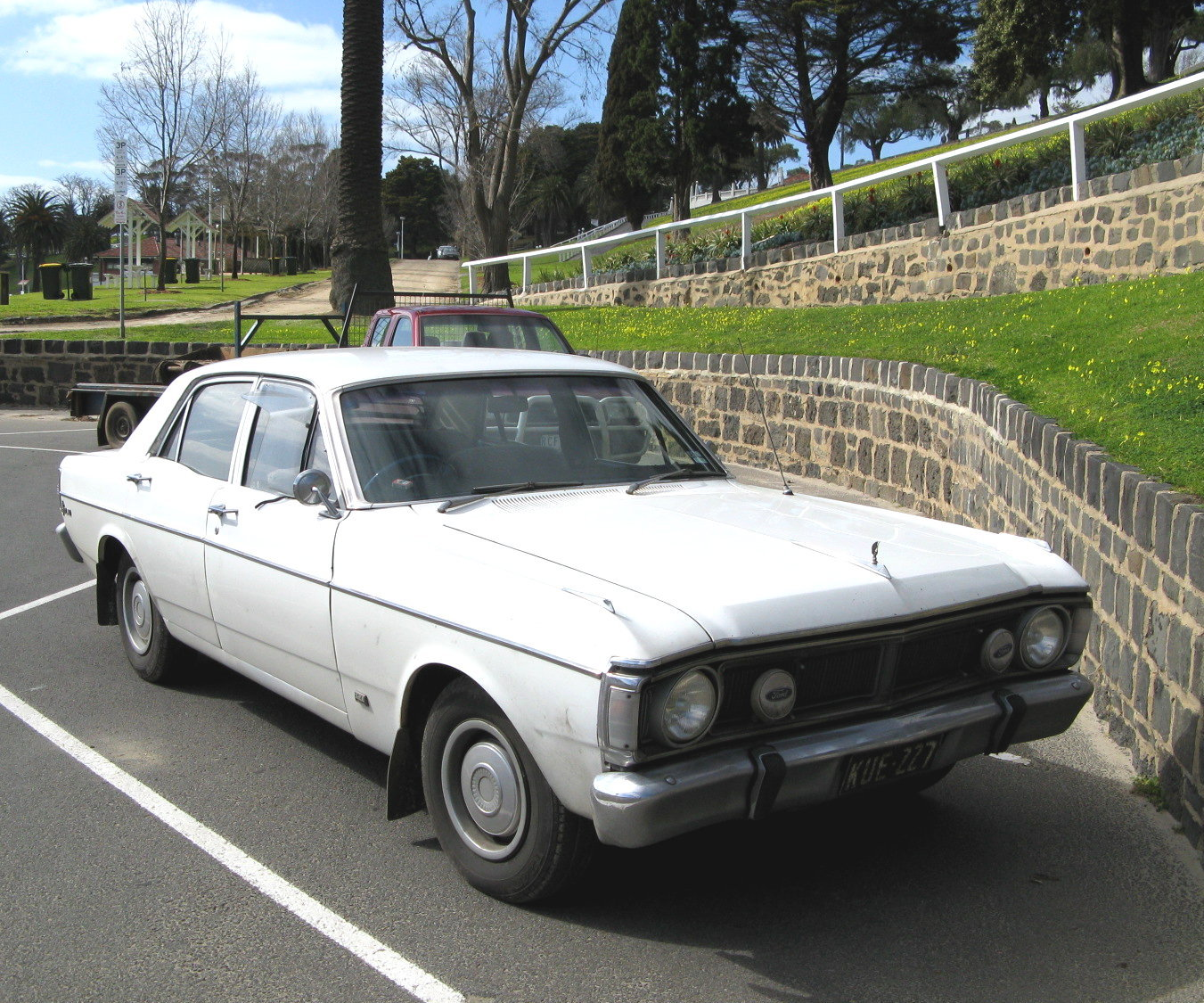
Ford Falcon 500 1960
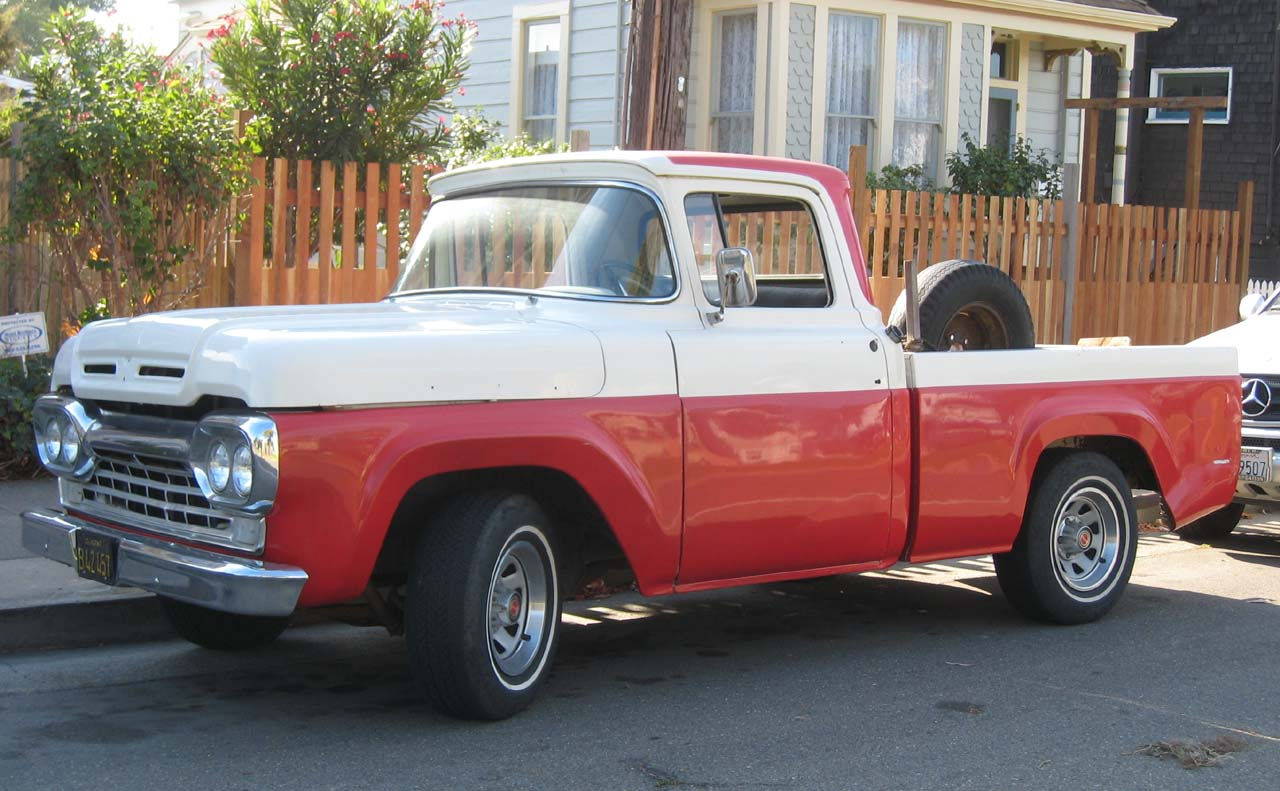
Ford F100 1960
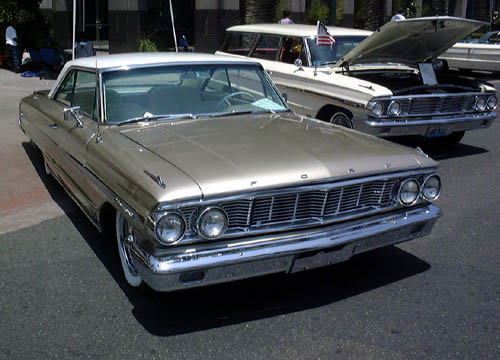
Ford Galaxie 1964
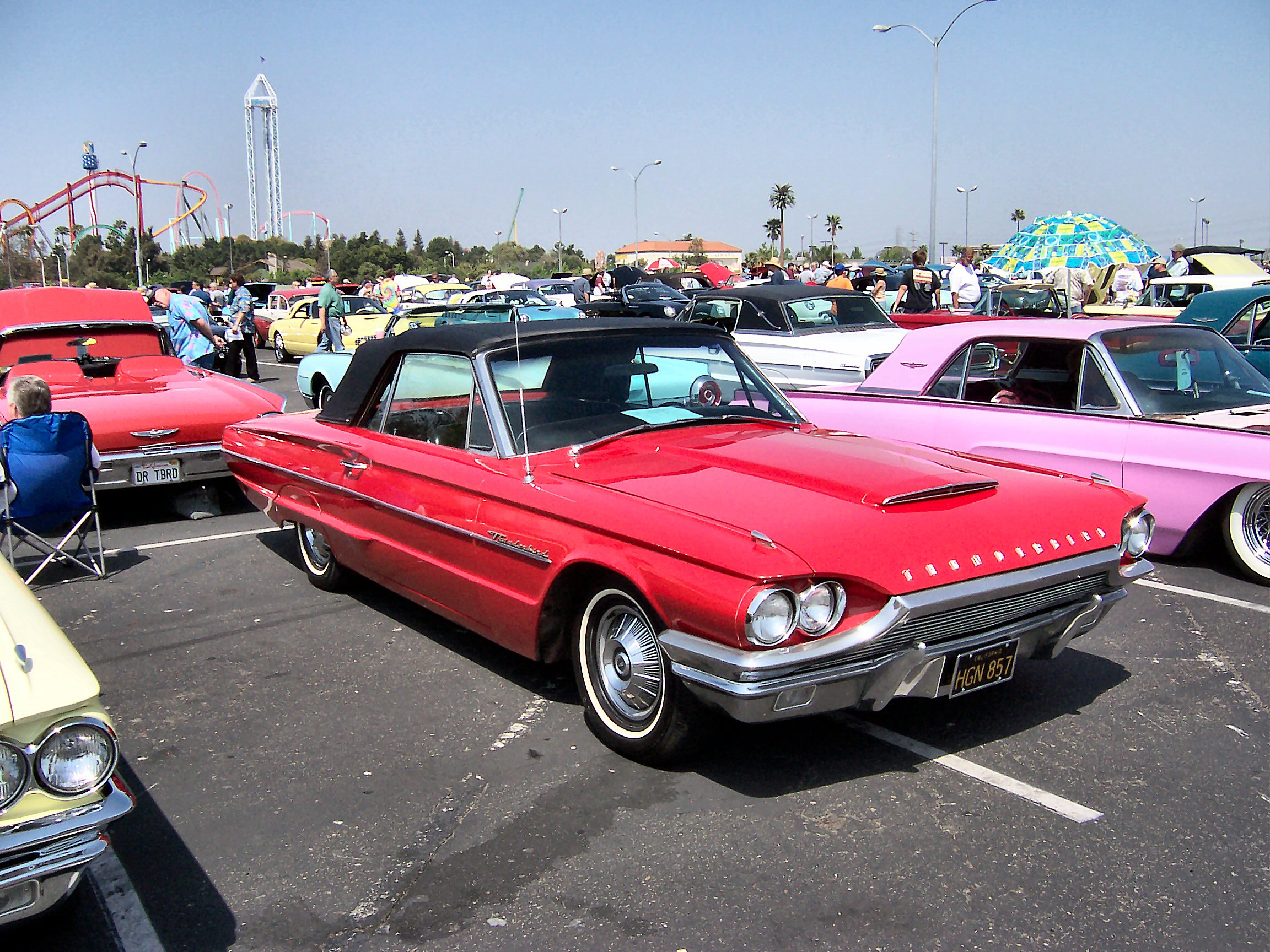
Ford Thunderbird Convertible 1964
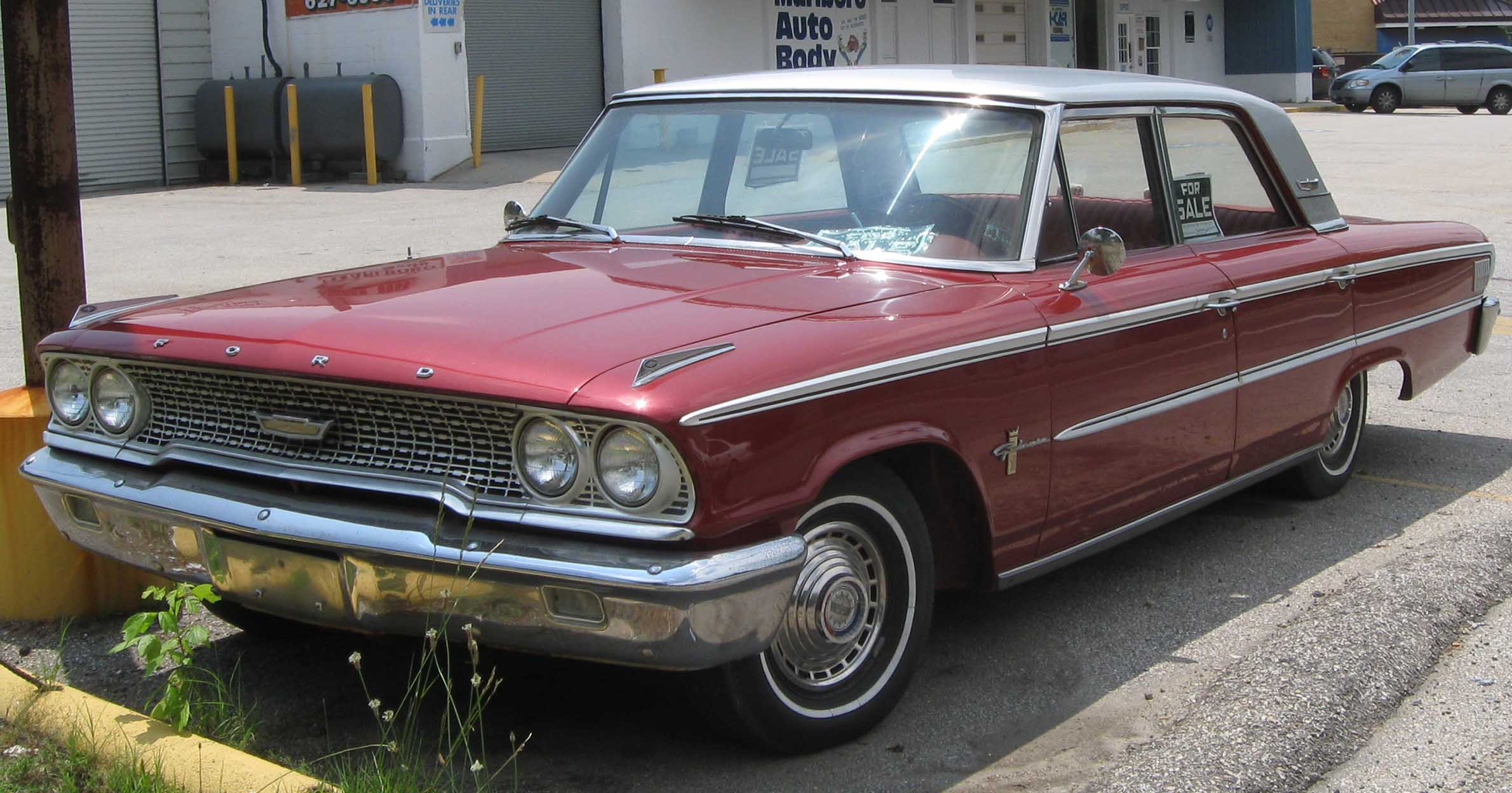
Ford Galaxie sedan 1963